# Museu Nacional de l’Automòtbil
Museu Nacional de l’Automòtbil (pol.: Narodowe Muzeum Automobilizmu) to mieszczące się w Encamp (Andora) muzeum, gromadzące zabytkowe samochody, motocykle i inne konstrukcje. Jest jednym z największych muzeów tego typu w Europie. Najstarszym eksponatem jest parowy Pinette z 1895 roku, najmłodsze wystawiane konstrukcje pochodzą z lat 70. XX wieku.